# Championnats du monde de cyclisme sur piste 1930
Navigation
Zürich 1929 Copenhague 1931
Les Championnats du monde de cyclisme sur piste 1930 ont eu lieu du 24 au 30 août à Bruxelles, en Belgique. Les compétitions se sont déroulées au vélodrome du stade du Centenaire,,.

## Résultats

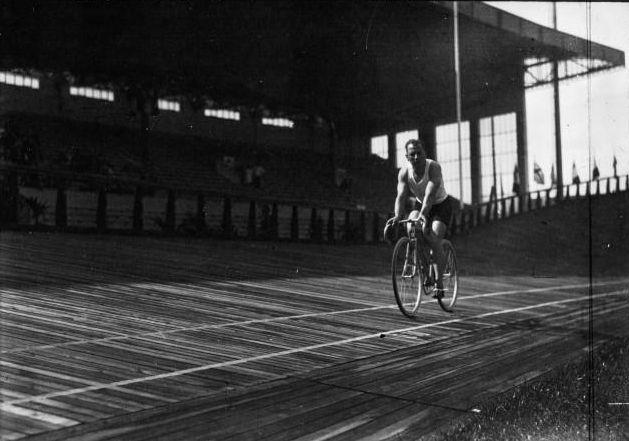
Lucien Michard sur la piste du vélodrome du stade du Centenaire

### Podiums professionnels
| Compétition | Or                     | Argent                  | Bronze                         |
| ----------- | ---------------------- | ----------------------- | ------------------------------ |
| Vitesse     | Lucien Michard France  | Piet Moeskops Pays-Bas  | Orlando Piani Royaume d'Italie |
| Demi-fond   | Erich Möller Allemagne | Georges Paillard France | Robert Grassin France          |

### Podiums amateurs
| Compétition | Or                    | Argent                        | Bronze                            |
| ----------- | --------------------- | ----------------------------- | --------------------------------- |
| Vitesse     | Louis Gérardin France | Sydney Cozens Grande-Bretagne | Bruno Pellizzari Royaume d'Italie |

## Tableau des médailles
| Rang | Nation          | Or | Argent | Bronze | Total |
| ---- | --------------- | -- | ------ | ------ | ----- |
| 1    | France          | 2  | 1      | 1      | 4     |
| 2    | Allemagne       | 1  | 0      | 0      | 1     |
| 3    | Grande-Bretagne | 0  | 1      | 0      | 1     |
| -    | Pays-Bas        | 0  | 1      | 0      | 1     |
| 5    | Italie          | 0  | 0      | 2      | 2     |

## Liste des engagés
D'après L'Auto et Excelsior :
- Vitesse professionnels
  -  Allemagne. — Mathias Engel, Peter Steffes, Paul Oszmella.
  -  Australie. — Robert Spears.
  -  Belgique. — Jacques Arlet, Aloïs De Graeve, Jef Scherens, Debruyn.
  -  Danemark. — Willy Falck Hansen.
  -  États-Unis. — Willie Honeman.
  -  France. — Lucien Michard, Lucien Faucheux, Maurice Schilles, Jean Cugnot.
  -  Royaume-Uni. — William Bailey
  -  Pays-Bas. — Piet Moeskops, Jan Pijnenburg, Jaap Meyer, Van der Leur.
  -  Italie. — Mario Bergamini, Orlando Piani, Bossi, Avanti Martinetti.
  -  Luxembourg. — Nick Engel, Jean Majerus.
  -  Suisse. — Ernest Kauffmann, Emil Richli.

- Vitesse amateurs
  -  Allemagne. — Trauden, Basch,
  -  Autriche : Franz Dusika, August Schaffer
  -  Belgique. — Yves Van Massenhove, Vandermissen, Cauche, Vanderveken
  -  Danemark. — Anker Meyer Andersen, Christiansen, Willy Gervin, Harder, Knudsen
  -  France. — Roger Beaufrand, Louis Gérardin, Maurice Perrin
  -  Italie. — Bruno Pellizzari, Francesco Malatesta, Cattaneo , Nino Mozzo, Novaretti,
  -  Royaume-Uni. —  Sydney Cozens, Ernest Chambers, John Sibbit, Albert Theaker
  -  Norvège. —
  -  Pologne. —  Henryk Szamota
  -  Hongrie . — Imre Györffy (en),
  -  Pays-Bas. —  Vanderliden, Vansteenberg
  -  Suisse. — Dinkelcamp, Feldmann

- Demi-fond
  -  Allemagne. —  Erich Möller, Paul Krewer
  -  Belgique. — Victor Linart,
  -  France. — Robert Grassin, Georges Paillard
  -  Italie : Jean Manera, Federico Gay
  -  Pays-Bas. — John Schlebaum,
  -  Suisse. — Henri Suter, Adolf Laueppi